# Solanum dasyphyllum
Solanum dasyphyllum är en potatisväxtart som beskrevs av Heinrich Christian Friedrich Schumacher och Peter Thonning. Solanum dasyphyllum ingår i släktet skattor som ingår i familjen potatisväxter. Inga underarter finns listade i Catalogue of Life.